# Jan Blomqvist
Jan Blomqvist   (Celle, 1982) és un músic i productor musical alemany. A més de produir música electrònica, actua en directe acompanyat d'altres músics o en solitari, combinant ritmes electrònics amb sintetitzadors analògics, piano, baix i la seva veu.

## Trajectòria
Blomqvist va començar la seva carrera musical tocant la guitarra, que encara avui utilitza per a compondre i desenvolupar les seves cançons. Quan era adolescent va ser membre d'un grup de punk, tot i que des de sempre va sentir-se fascinat per la música electrònica. Després de graduar-se a l'escola secundària, es va traslladar a Berlín als 19 anys, on va començar primer a estudiar enginyeria aeroespacial i després matemàtiques. Més endavant, però, va deixar els estudis per a emprendre la seva carrera musical a partir del 2003. La primera actuació va tenir lloc l'any 2008 a la discoteca Tresor.
El 2011 va publicar el seu primer senzill, Big Jet Plane, amb el segell discogràfic Dantze. L'any següent, Ink va ser el primer EP amb el segell Stil vor Talent. El videoclip de la cançó «Something says» es va rodar a la terrassa del Weekend Club d'Alexanderplatz el 2012, fet que va donar a conèixer Blomqvist internacionalment.
El 2016 va publicar l'àlbum Remote Control, amb el qual va fer nombrosos concerts de presentació, incloent aparicions en festivals com Burning Man, Coachella, Rock am Ring i Tomorrowland. El segon àlbum Disconnected es va publicar en tres parts entre maig i setembre de 2018.

## Discografia

### Àlbums
- 2016: Remote Control
- 2017: Remote Control Remixed
- 2018: Disconnected
- 2020: Live in Munich